# Toquí de Cabanis
El toquí de Cabanis (Melozone cabanisi) és un ocell de la família dels passerèl·lids (Passerellidae).

## Descripció
És un ocell més aviat gros, té una gran taca negra al mig del pit. El patró del cap és distintiu: gorra color rovell, front negre i galtes que s'envolten al voltant d'una cara blanca amb un ull fosc i brillant.

## Hàbitat i distribució
Habita zones boscoses, contraforts i terres altes al centre de Costa Rica. Es troba generalment a terra o prop del terra i sovint en parelles en boscos brollats i zones de transició entre el bosc hàbitats adjacents (pastures, terres de cultiu o zones humides cobertes de vegetació). Com altres pardals terrestres, passa la major part del temps amagat en cobertes ombrívoles i sovint denses.

## Taxonomia
El toquí de Cabanis i el toquí carablanc (del Hoyo i Collar 2016) anteriorment estaven agrupats com a Melozone biarcuata segons AOU (1998 i suplements); Sibley i Monroe (1990, 1993); Stotz et al. (1996).